# Finnia Wunram
Finnia Wunram (Eckernförde, 18 de diciembre de 1995) es una deportista alemana que compite en natación, en la modalidad de aguas abiertas.
Ganó dos medallas en el Campeonato Mundial de Natación, en los años 2015 y 2019, y dos medallas de plata en el Campeonato Europeo de Natación en Aguas Abiertas de 2016.

## Palmarés internacional
| Campeonato Mundial | Campeonato Mundial      | Campeonato Mundial | Campeonato Mundial |
| Año                | Lugar                   | Medalla            | Prueba             |
| ------------------ | ----------------------- | ------------------ | ------------------ |
| 2015               | Kazán (Rusia)           | Medalla de bronce  | 5 km               |
| 2019               | Gwangju (Corea del Sur) | Medalla de plata   | 25 km              |
| Campeonato Europeo |                         |                    |                    |
| Año                | Lugar                   | Medalla            | Prueba             |
| 2016               | Hoorn (Países Bajos)    | Medalla de plata   | 5 km               |
| 2016               | Hoorn (Países Bajos)    | Medalla de plata   | Equipo mixto       |